# Piton de la Fournaise
Il Piton de la Fournaise, che culmina a 2632 m d'altitudine, è un vulcano attivo dell'isola di Riunione, dipartimento d'oltremare francese nell'arcipelago delle isole Mascarene. Il vulcano corrisponde alla cima e al fianco orientale del Massiccio del Piton de la Fournaise, un vulcano a scudo che costituisce il 40% dell'isola (nell'area sud-orientale). 

## Descrizione
Il Piton de la Fournaise è uno dei vulcani più attivi del pianeta: detiene il record mondiale per la frequenza di eruzioni (in media una ogni nove mesi). Dato il volume di lava emessa (stimata a 0,32 metri cubi/s) è circa dieci volte meno produttivo del Kīlauea, ma è paragonabile all'Etna. È anche, dall'installazione dell'osservatorio astronomico nel 1979, uno dei vulcani più sorvegliati. L'accesso è relativamente facile, soprattutto con la strada del Vulcano o quella della Lava che permettono alle persone di poter assistere allo spettacolo delle colate di lava. 
Come i vulcani delle Hawaii, il Piton de la Fournaise è un vulcano situato su un punto caldo, in questo caso il punto caldo di Riunione. Sarebbe alimentato da un pennacchio attivo da più di 65 milioni di anni che, con lo spostamento delle placche tettoniche ha creato le Laccadive, le Maldive, le isole Chagos e infine le Mascarene. 

## Geografia

### Topografia
Il Piton de la Fournaise è costituito da una grande cupola situata al centro di una zona di subduzione chiamata l'Enclos.
L'Enclos forma una grande "U" di tredici chilometri di lunghezza e nove di larghezza, aperta a est sull'Oceano Indiano. A terra, esso è completamente circondato da falesie che precipitano sul mare da un’altezza variabile tra i 100 e 400 m. Il profilo in lunghezza dell’Enclos è quello di uno scivolo. La parte superiore, detta l’Enclos Fouqué e compresa tra i 2 000 e i 2 200 m d’altitudine, è relativamente piatta, mentre la parte mediana, presentante un forte declivio fino ad un’altezza di circa 450 m sul livello del mare, porta non a caso il soprannome di Grandes Peintes. Quanto alla parte inferiore del vulcano, infine, denominata Grand Brûlé, essa declina dolcemente fino alla marina.
Il cono del Piton de la Fournaise, avente un diametro di circa 3 km, sormonta l’Enclos Fouqué fino all'altitudine attuale di 2 632 m. Il bordo orientale del cono si situa al limite delle Grande Peintes.